# Langeac

Langeac este o comună în departamentul Haute-Loire, Franța. În 2009 avea o populație de 3,976 de locuitori.